# Ofeq–2
Ofeq–2 izraeli első generációs optikai felderítő műhold.

## Küldetés
Feladata tesztelni az indítórendszert, a hordozórakétát, az irányító, követő és ellenőrző technikai rendszert, az űreszköz technikai elemeinek működőképességét mikrogravitációs környezetben, illetve a földi adatfeldolgozó működését.

## Jellemzői
Gyártotta az Israel Aircraft Industries Ltd. (IAI), az Elbit Systems El- Op valamint az Izraeli Űrügynökség (ISA), üzemeltette a Hadsereg. Ofeq–1 az ikerműholdja.
Megnevezései: Ofeq; Offek; Ofek (héberül: 2 אופק; Horizont); COSPAR: 1990-027A; SATCAT kódja: 20540.
1990. április 3-án a Palmachim légi támaszpontról, a telepített indítóállványról egy hordozórakétával állították alacsony Föld körüli pályára (LEO = Low-Earth Orbit).  Az orbitális pályája 88,50 perces, 143,2 fokos hajlásszögű, elliptikus pálya perigeuma 149 kilométer, az apogeuma 251 kilométer volt. A kialakított retrográd pályaelemek lehetővé teszik, hogy a műhold naponta, mintegy hat alkalommal átrepüljön Izrael és a szomszédos országok felett. Az amerikai és az orosz műholdak egy vagy két alkalommal repülnek át a megfigyelendő terület felett.
Az űreszköz formája egy szabálytalan nyolcszögletű prizma, építési anyaga alumínium. Giroszkóppal háromtengelyesen forgás stabilizált egység. Magassága 2,3, alaplapjának átmérője 1,2, fedőlapjának átmérője 0,7 méter, tömege 160 kilogramm. Felderítő feladatán túl a Föld mágneses mezejét mérte. Ultraibolya, látható képalkotó érzékelőkkel, valamint magnetométerrel volt felszerelve. Tervezett szolgálati ideje néhány hét. Telemetria rendszere antennái segítségével biztosította a kapcsolattartást, adatszolgáltatást. Az űreszköz felületét napelemek (16 darab) borították (246 W), éjszakai (földárnyék) energia ellátását újratölthető nikkel-kadmium akkumulátorok (7 Ah) biztosították.
1990. július 9-én 96 nap (0,26 év) után belépett a légkörbe és megsemmisült.